# Le Portement de Croix (Bosch, Vienne)
Pour les articles homonymes, voir Portement de croix (homonymie).
Le Portement de croix est un tableau de Jérôme Bosch conservé au Musée d'histoire de l'art de Vienne.

## Description
Peint à l'huile des deux côtés, ce panneau de chêne a perdu une grande partie de sa partie supérieure, ainsi qu'une petite bande en bas, à l'occasion d'un redimensionnement destiné à lui donner une forme rectangulaire. Il est aujourd'hui haut de 59,7 cm et large de 32 cm.

### Le Portement de croix(face)
La scène s'organise sur deux registres. Dans le registre supérieur, une foule assez nombreuse de badauds et de soldats entoure le Christ. Celui-ci vient de mettre un genou à terre, sous le poids écrasant de la croix en Tau qu'il porte sur son épaule gauche. Son front est ensanglanté par sa couronne d'épines tandis que ses pieds sont meurtris par des planches à clous attachées à ses jambes. Un soldat, qui conduit Jésus en le tirant avec une corde, porte sur son dos un bouclier orné d'un crapaud monstrueux, détail que l'on retrouve notamment dans l'Ecce Homo de Francfort. Au sommet du tableau, l'arrière-plan s'ouvre sur un paysage verdoyant.
Dans le registre inférieur, les deux larrons ont été amenés sur le lieu de leur supplice. Ils sont vêtus de la même manière qu'au revers de l'aile droite du triptyque de Lisbonne. L'un d'eux a les mains jointes et se confesse à un moine, ce qui pourrait permettre de l'identifier au bon larron repentant. Les ossements visibles aux pieds de ce dernier appartiennent à l'iconographie habituelle du Golgotha, ce « lieu du crâne » où la tradition situe la sépulture d'Adam.
Contrastant avec la croix bien menuisée portée par le Christ - qui fut élevé par le charpentier Joseph - une croix grossièrement équarrie est visible aux pieds du mauvais larron, tandis que le bon larron va être hissé, à l'aide d'une échelle, sur le tronc brut d'un arbre assez frêle.
Dans le groupe entourant le mauvais larron, à l'extrême gauche, un homme tourne son regard vers le spectateur. Il pourrait s'agir d'un autoportrait du peintre ou du portrait d'un commanditaire.
La scène du portement de croix a été représentée à plusieurs reprises par Bosch, notamment sur les revers en grisaille du Saint Jean à Patmos et du volet droit du triptyque de Lisbonne et, de manière plus monumentale et plus mature, sur le tableau de l'Escurial.

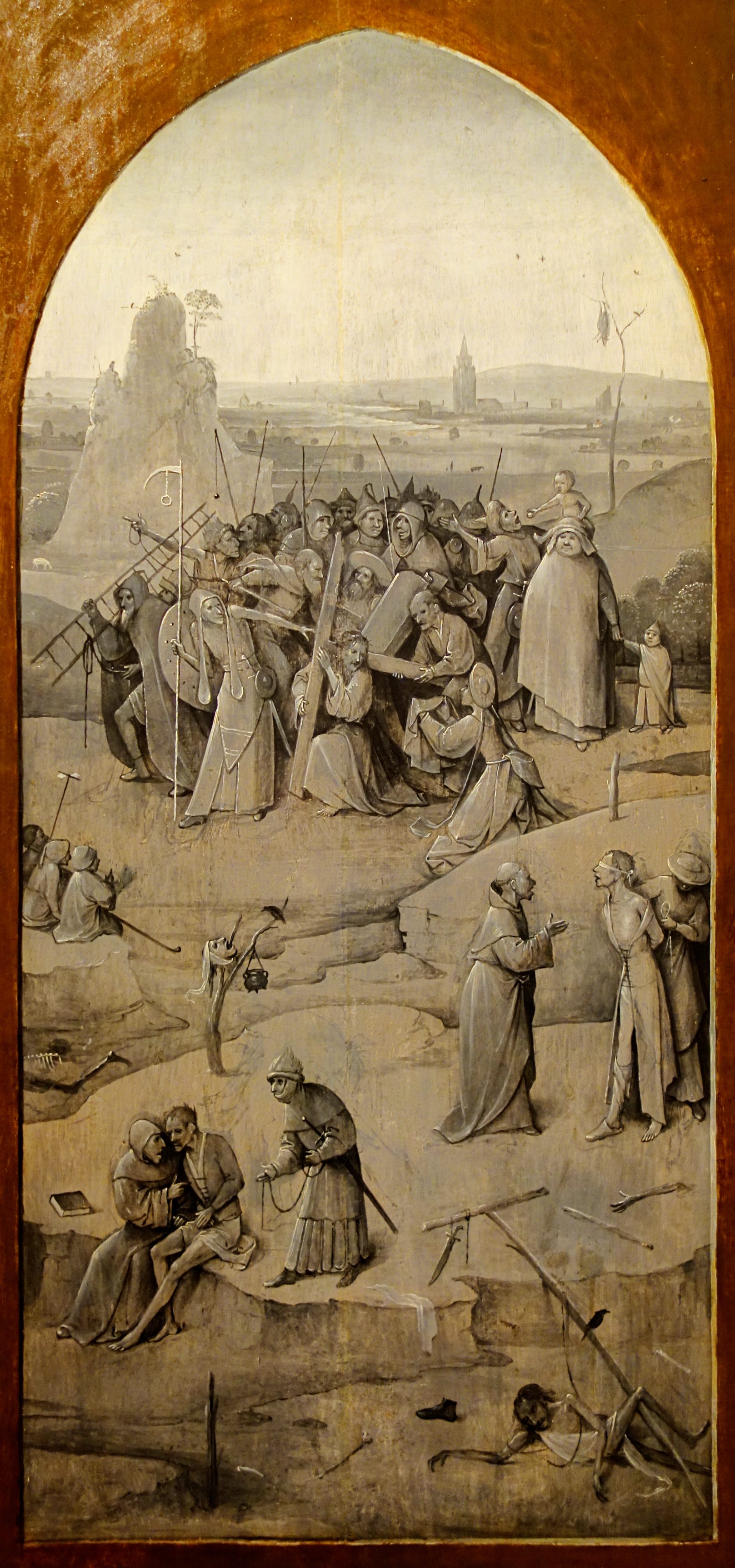
Revers du volet droit du triptyque de Lisbonne (vers 1498-1503).
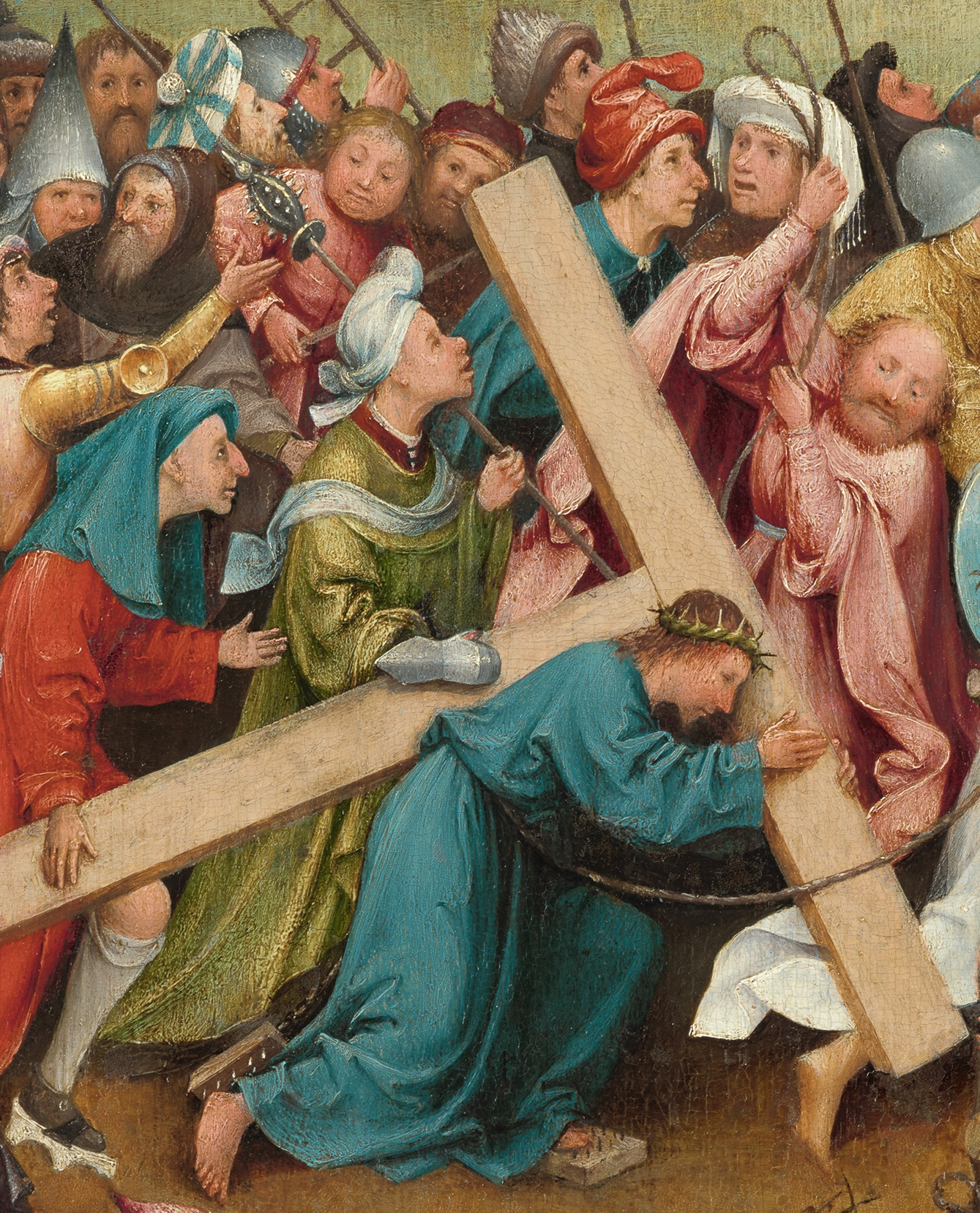
Détail du Portement de croix de Vienne.
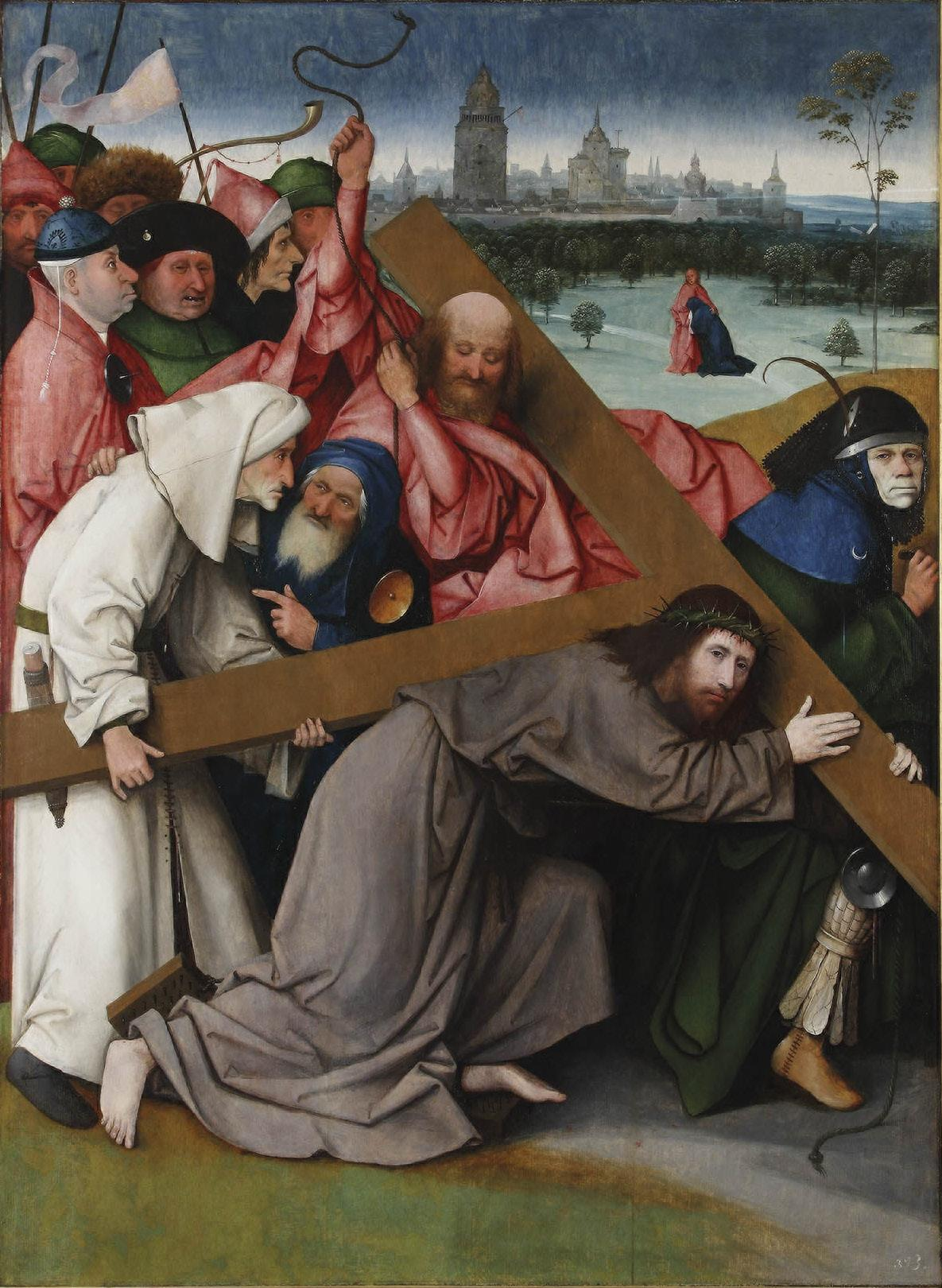
Version de l'Escurial (vers 1495-1505).

Dans la version viennoise, le groupe entourant le Christ présente quelques similitudes avec la version de l'Escurial. On reconnaît notamment l'homme chauve et barbu, vêtu de rouge, qui semble fouetter Jésus avec une corde, ainsi que le vieil homme représenté de profil qui tient l'arrière de la croix. Ce dernier est souvent identifié à Simon de Cyrène. Peut-être à tort, car il ne semble pas vraiment aider Jésus à porter son fardeau, contrairement à son homologue du tableau de l'Escurial.

### L'Enfant Jésus(revers)

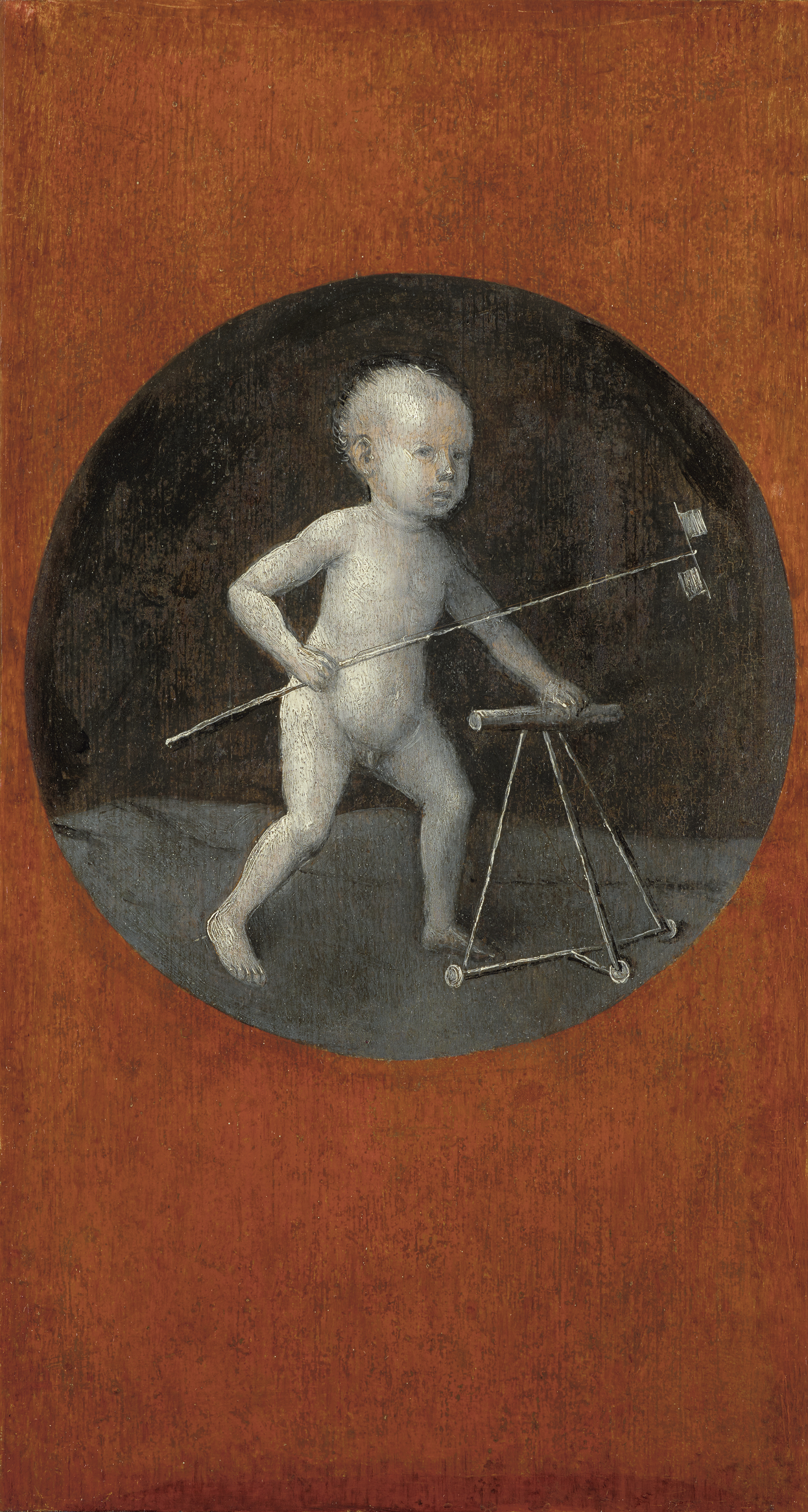
L'Enfant Jésus peint au revers du Portement de croix.

Au revers du panneau, au centre d'un glacis rouge orangé, Bosch a peint un tondo en grisaille représentant un petit enfant nu qui tient une girouette-jouet ou un tourniquet dans sa main droite et qui s'appuie de sa main gauche sur un trotteur dont il s'aide pour avancer vers le côté droit.
La virtuosité du peintre, qui ressort notamment dans les rehauts de blanc appliqués sur le fond gris, est manifeste dans le visage du garçonnet. Celui-ci, principalement peint alla prima, c'est-à-dire presque sans dessin sous-jacent, exploite habilement en épargne la sous-couche de couleur crème.
Ce bambin n'est autre que l'enfant Jésus, dont les premiers pas laborieux préfigurent les derniers pas chancelants du crucifié représenté de l'autre côté du volet, tandis que la légèreté du tourniquet s'oppose au poids écrasant de la croix. Les experts du Bosch Research and Conservation Project (BRCP) ont d'ailleurs été troublés de découvrir, à l'occasion d'un examen radiographique, que cette croix a été peinte exactement au même niveau que l'épaule gauche de l'enfant.

## Historique
Le panneau étant peint des deux côtés, il appartenait de toute évidence à un polyptyque. Des restes de barbe présents dans le coin supérieur droit du Portement de croix, où une petite pièce triangulaire cache l'amorce d'un ancien bord arrondi, permettent plus précisément d'établir qu'il s'agissait, avant redimensionnement, du volet gauche d'un triptyque cintré. Le sort et le sujet du panneau central et du volet droit sont inconnus. Le panneau central pouvait être une Crucifixion, suite logique du Portement de croix, ce que semble confirmer le mouvement général de la composition, où plusieurs gestes et regards désignent un point situé légèrement au-dessus des personnages, à droite du tableau.

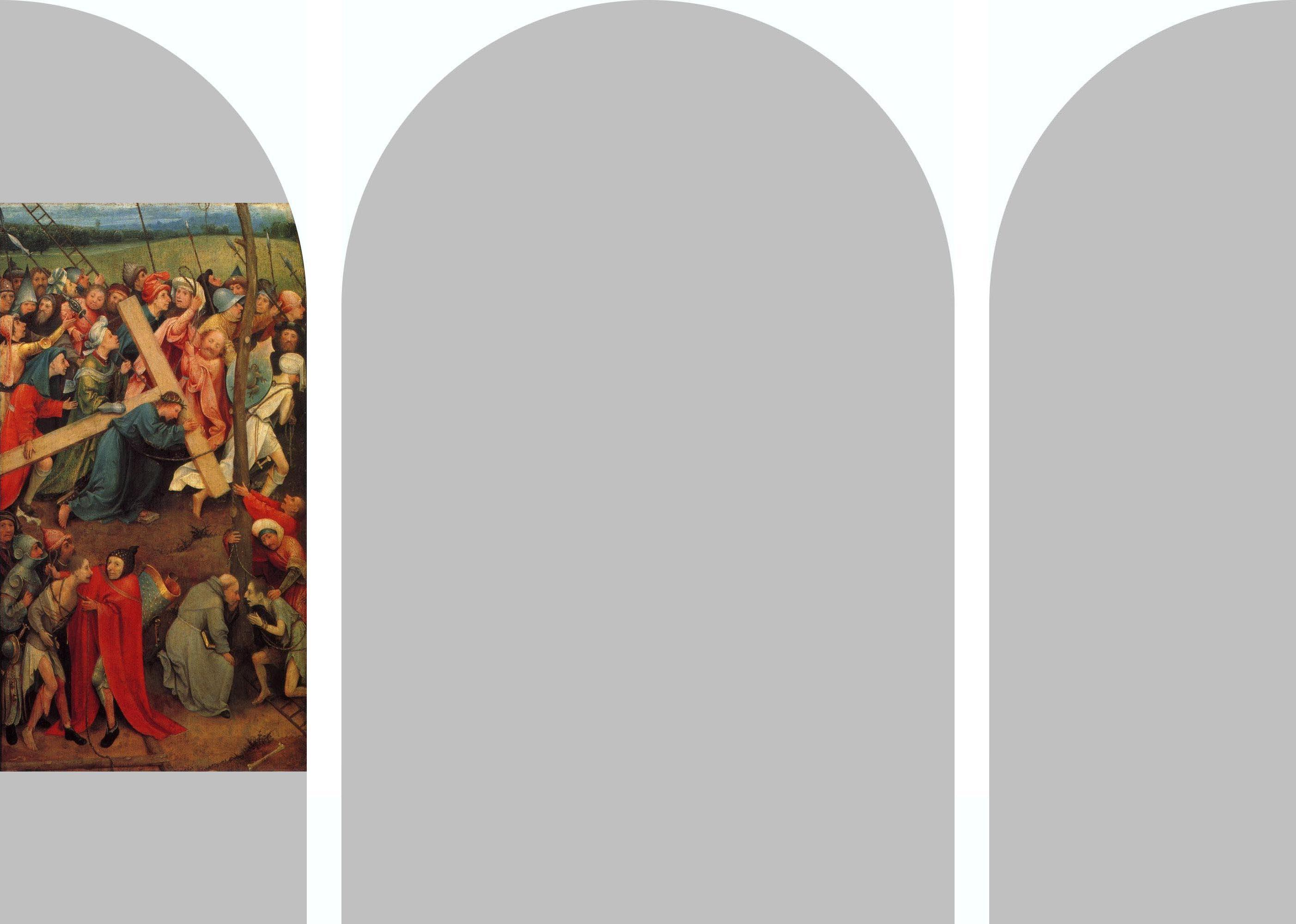
Reconstitution du triptyque (ouvert).
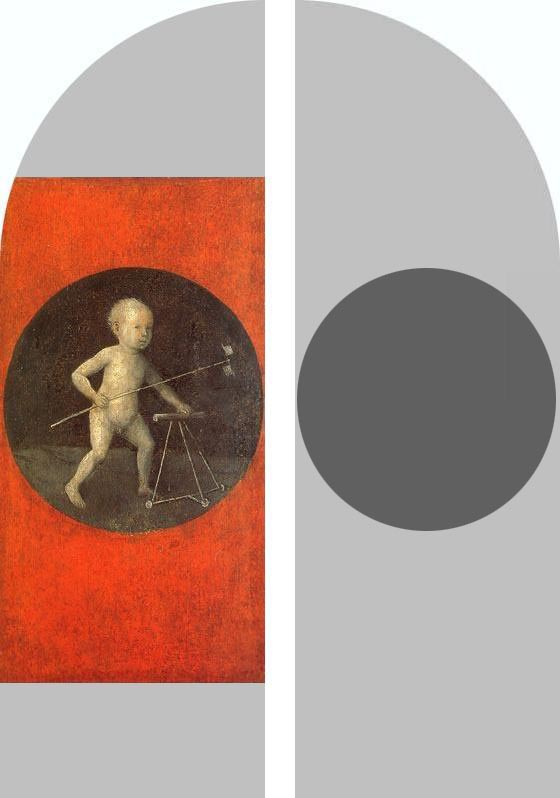
Reconstitution du triptyque (fermé).

En pendant à l'Enfant Jésus du volet gauche, la face extérieure du volet droit représentait peut-être saint Jean-Baptiste enfant allant à la rencontre de son cousin, suivant un schéma iconographique que l'on retrouve dans plusieurs œuvres du XVe siècle, comme un panneau attribué au Maître du Jardin de Paradis de Francfort (vers 1410-1420, Staatliche Kunsthalle Karlsruhe) et une petite gravure ornementale d'Israhel van Meckenem (vers 1475, British Museum). Dans cette estampe, les deux bambins ont d'ailleurs le même genre de tourniquet que le petit Jésus peint par Bosch et ils tiennent ces jouets comme les lances d'une parodie de tournoi. Étant donné le jeu de correspondances thématiques entre les deux côtés du volet gauche, la face intérieure du volet droit contenait peut-être une scène avec saint Jean-Baptiste adulte.
Un fragment de la face extérieure de ce volet droit pourrait éventuellement être identifié avec le no 95 - « un enffant de Geronimus Bos » [sic] - de l'inventaire des tableaux et meubles du palais Granvelle de Besançon effectué en 1607. Le triptyque aurait donc été démembré dès avant le début du XVIIe siècle, et peut-être dès 1566, à l'occasion de la vague iconoclaste qui a frappé Bois-le-Duc. Frédéric Elsig émet en effet l'hypothèse que le triptyque a pu être commandé au maître par un notable ou une institution de sa ville. Conservé au musée de l'Université Loyola de Chicago, un tableau datant probablement des années 1575-1600 copie le Portement de croix en développant les deux registres sur un seul plan, ce qui semble confirmer l'idée selon laquelle le panneau viennois aurait été séparé des autres pièces du triptyque au cours du XVIe siècle.

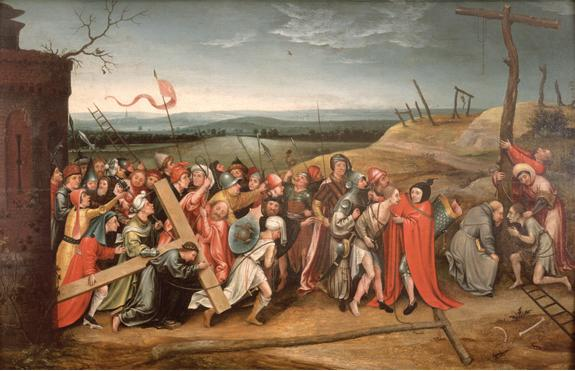
Anonyme, Le Portement de croix, 56 x 86,5 cm, dernier quart du XVIe siècle, Loyola University Museum of Art.

Au début du XXe siècle, le panneau passe du marché de l'art britannique à celui d'Amsterdam. Il est ainsi vendu par Frederik Muller et Cie à Jacques Goudstikker, avant d'être acquis en 1923 par le musée viennois, qui le fait restaurer quelques années plus tard.

## Datation
Faute de sources d'archives et de résultats d'analyse dendrochronologique, le panneau est impossible à dater autrement qu'en se fondant sur des considérations stylistiques. Frédéric Elsig, qui le considère comme la plus ancienne œuvre conservée de Bosch, en situe la réalisation au début des années 1490. L'équipe du BRCP propose une datation similaire, en l'étendant toutefois jusqu'aux premières années du XVIe siècle. Auparavant, des auteurs tels qu'Erik Larsen ou Walter Bosing y ont vu une œuvre de jeunesse réalisée dans les années 1470-1485.
L'écart de qualité entre la face extérieure, peinte avec virtuosité, et la face intérieure, où peu de détails ont été ajoutés sur le dessin sous-jacent, incite les experts du BRCP à « suspecter une intervention de l'atelier » dans la scène du Portement de croix.